# Андре Сінедо
Андре Сінедо (фр. André Sinédo, нар. 26 лютого 1978 — пом. 2 жовтня 2022) — новокаледонський футболіст, який грав на позиції захисника в клубі «Мажента» та збірній Нової Каледонії.

## Футбольна кар'єра
Андре Сінедо всю свою кар'єру футболіста провів у новокаледонському клубі «Мажента», в якому грав з 2001 до 2013 року. У 2002 році Сінедо дебютував у складі збірної Нової Каледонії. у складі збірної двічі брав участь у розіграшах Кубка націй ОФК, у 2008 році став срібним призером Кубка націй ОФК. У складі збірної футболіст також двічі, у 2007 і 2011 роках ставав переможцем Тихоокеанських ігор. Ускладі збірної грав до 2011 року, провів у її складі 27 матчів, у яких відзначився 1 забитим м'ячем.
Андре Сінедо раптово помер 2 жовтня 2022 року.